# Техничка школа „15. мај” Прокупље
Техничка школа „15. мај“ је средња школа која се налази у Прокупљу.
Током 2015/2016. школске године имала је 29 одељења и око 667 ученика. У прве три године има по осам одељења, а у четвртој пет.
Образује кадрове из четири области привреде: саобраћаја, машинства и обраде метала, електротехнике и текстилства.
Настава се одвија у учионицама и богато опремљеним кабинетима. Поред кабинета, школа поседује и библиотеку која броји више од 11000 књига.

## Историја
Када се развила индустрија, јавила се потреба за радном снагом вишег степена знања. Тако је формирана Техничка школа „15. мај", која је под називом Машинска школа, одлуком министарства просвете почела са радом 3. септембра 1964. године.
Прве године постојала су четири одељења првог разреда у којима је уписано 145 ученика. Из године у годину, школа је уређивала и попуњавала простор који јој је дат и уписивала све већи број ученика.

## Образовни профили
Школа има десет образовних профила.

### Саобраћај
- Трогодишњи смер
  - Возач моторних возила

### Машинство и обрада метала
- Четворогодишњи смерови
  - Машински техничар за компјутерско конструисање
  - Машински техничар моторних возила

### Електротехника
- Четворогодишњи смерови
  - Електротехничар рачунара

- Трогодишњи смерови
  - Електроинсталатер
  - Електромонтер мрежа и постројења

### Текстилство и кожарство
- Трогодишњи смер
  - Модни кројач (оглед)